# Vena cefálica
La vena cefálica nace, junto con la vena basílica, del arco venoso dorsal y también se hace anterior (vena cefálica del antebrazo). Asciende por el canal externo del codo, continúa subiendo por el brazo (vena cefálica del brazo) y llega hasta el surco deltopectoral (entre el músculo deltoides y el músculo pectoral mayor) perforándolo y desembocando en la vena axilar.
La vena cefálica sube por la parte lateral del brazo desde la mano hasta el hombro. En el hombro penetra los tejidos y entronca en la vena axilar. Después se convierte en la vena subclavia y después se vacía en la vena cava superior. En la coyuntura del codo una vena mediana cubital se separa de la vena cefálica y cruza sobre la vena basílica. Esta vena es la que se usa comúnmente para sacar muestras de sangre o para suministrar fluidos al cuerpo.